# Ramon (cràter)

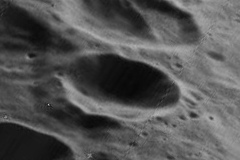
Imatge obliqua de Ramon (imatge Lunar Orbiter 5)

Ramon és un petit cràter d'impacte situat en el sector sud-sud-est de l'interior del cràter Apollo, en la cara oculta de la Lluna. Es troba a l'espai comprès entre els dos anells muntanyencs que conformen el gran cràter.

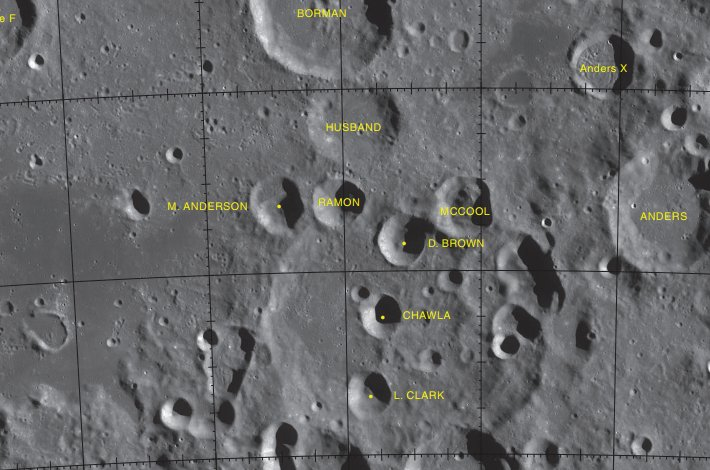
Entorn de Ramon

El cràter Ramon és gairebé de forma circular, amb una petita protuberància en la part oriental. Apareix pràcticament intacte, amb la vora ben definida encara que amb dues petites esquerdes en els costats sud i nord-oest. El suau pendent interior descendeix fins a una petita secció de fons pla. L'altura de la vora sobre el terreny circumdant assoleix els 600 m. La part inferior del bol és relativament suau, sense estructures notables.

## Designació
El nom va ser adoptat per la UAI en 2006, com a homenatge als set astronautes que van perir en l'accident del Transbordador Espacial Columbia esdevingut el 1r de febrer de 2003. Els noms dels set cràters són: Chawla, D. Brown, Husband, L. Clark, McCool, M. Anderson i Ramon.

### Altres referències
- (WGPSN), IAU Working Group for Planetary System Nomenclature. «Gazetteer of Planetary Nomenclature. 1:1 Million-Scale Maps of the Moon» (en anglès).  UAI / USGS, 13-02-2013. [Consulta: 6 abril 2016].
- Andersson, L. E.; Whitaker, E. A.,. NASA Catalogue of Lunar Nomenclature (en anglès).  NASA RP-1097, 1982.
- Blue, Jennifer. «Gazetteer of Planetary Nomenclature» (en anglès).  USGS, 25-07-2007. [Consulta: 2 gener 2012].
- Bussey, B.; Spudis, P.. The Clementine Atlas of the Moon (en anglès).  Nueva York: Cambridge University Press, 2004. ISBN 0-521-81528-2.
- Cocks, Elijah E.; Cocks, Josiah C.. Who's Who on the Moon: A Biographical Dictionary of Lunar Nomenclature (en anglès).  Tudor Publishers, 1995. ISBN 0-936389-27-3.
- McDowell, Jonathan. «Lunar Nomenclature» (en anglès).   Jonathan's Space Report, 15-07-2007. [Consulta: 2 gener 2012].
- Menzel, D. H.; Minnaert, M.; Levin, B.; Dollfus, A.; Bell, B. «Report on Lunar Nomenclature by The Working Group of Commission 17 of the IAU» (en anglès). Space Science Reviews, 12, 1971, pàg. 136.
- Moore, Patrick. On the Moon (en anglès).  Sterling Publishing Co, 2001. ISBN 0-304-35469-4.
- Price, Fred W. The Moon Observer's Handbook (en anglès).  Cambridge University Press, 1988. ISBN 0521335000.
- Rükl, Antonín. Atlas of the Moon (en anglès).  Kalmbach Books, 1990. ISBN 0-913135-17-8.
- Webb, Rev. T. W.. Celestial Objects for Common Telescopes, 6ª edición revisada (en anglès).  Dover, 1962. ISBN 0-486-20917-2.
- Whitaker, Ewen A. Mapping and Naming the Moon (en anglès).  Cambridge University Press, 2003. 978-0-521-54414-6.
- Wlasuk, Peter T. Observing the Moon (en anglès).  Springer, 2000. ISBN 1-85233-193-3.